# Melanagromyza dettmeri
Melanagromyza dettmeri är en tvåvingeart som beskrevs av Erich Martin Hering 1933. Melanagromyza dettmeri ingår i släktet Melanagromyza och familjen minerarflugor.
Artens utbredningsområde är Nederländerna. Inga underarter finns listade i Catalogue of Life.